# Cumières-le-Mort-Homme
Cumières-le-Mort-Homme település Franciaországban, Meuse megyében. Lakosainak száma 0 fő (2022. január 1.). Cumières-le-Mort-Homme Béthincourt, Champneuville, Chattancourt, Esnes-en-Argonne, Forges-sur-Meuse és Regnéville-sur-Meuse községekkel határos.

## Népesség
A település népességének változása:
| Lakosok száma | 7    | 3    | 1    |      |      |      |      |      |      |      |
|               | 1968 | 1982 | 1990 | 2006 | 2013 | 2015 | 2017 | 2019 | 2020 | 2022 |